# 地表天气观测

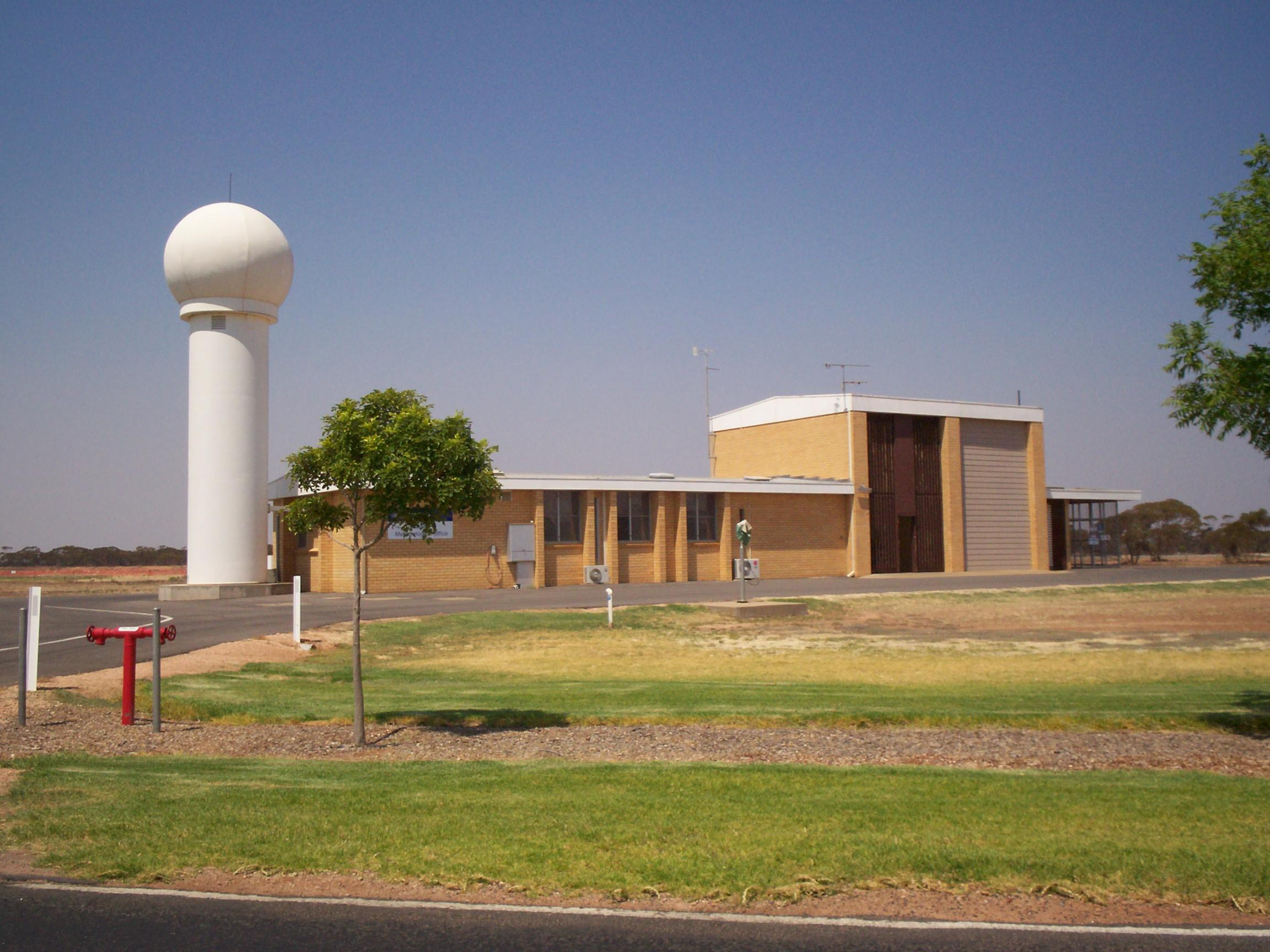
位于澳大利亚维多利亚州米尔迪拉机场的气象站

地表天气观测是出于安全以及气候学原因，用于预报天气并在世界范围内发布警报的重要数据。 这些数据可以由气象观测员人工采集，也可以通过计算机通过使用自动气象站进行人工采集，还可以采用混合方案，由气象观测员对自动气象站进行补充。国际民用航空组织规定，国际标准大气（ISA）是地球大气中压力、温度、密度和粘度随海拔高度变化的标准变化模型，用来将本站气压降为海平面气压。机场观测可以通过使用航空例行天气报告（METAR）气象代码在全球范围内传输。自动观测的个人气象站可以通过公民气象观测员程序(CWOP)、英国气象局通过其气象观测网站(WOW)或国际上通过地下天气网(the Weather Underground)将数据传送到美国的中尺度网。一个气象站的气候往往是根据这个地方30年间的气象观察平均值来决定的。在美国，合作观测员网络每天都会记录天气概要和水位信息。

## 机场

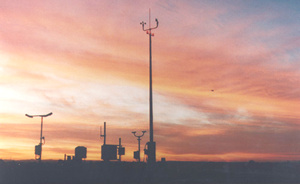
ASOS传感器，位于加利福尼亚州 萨利纳斯

出于飞机起飞和降落时的安全考虑，地表气象观测一般在机场进行。国际民航组织定义了国际标准大气（又称国际民用航空组织标准大气），它是地球大气中压力、温度、密度和粘度随海拔/高度的标准变化的模型。 这在校准仪器和设计飞机时非常有用， 并用于将气象站的气压降至海平面气压（SLP），然后在气象图上使用。 
在美国，出于安全考虑，美国联邦航空管理局要求在大型机场进行气象观测。 为了帮助购买机场自动气象站，如自动地面观测系统（ASOS）等，美国联邦航空管理局允许联邦资金用于在机场安装经过认证的气象站。  然后，机场的观测数据通过METAR气象代码在全球范围内传输。 航空例行天气报告（METAR）通常来自机场或固定气象观测站。报告通常来自机场或永久性气象观测站。 每小时生成一次报告；但是，如果条件发生重大变化，则可以在称为报告每小时生成一次；但是，如果情况发生重大变化，则可能会在特殊天气报告（SPECI）中更新。 

## 报告数据
地表气象观测数据包括以下要素： 
- 气象站标识符，即位置标识符，由航空例行天气报告的四个字符组成。第一个字符代表该台站所处的世界区域。[9] 例如，太平洋及其周围地区的第一个字母是P，欧洲的第一个字母是E。第二个字符可以代表该地点所在的国家/州。夏威夷的前两个字母是 "PH"，而大不列颠的站点标识符的前两个字母是 "EG"。 加拿大和与其毗邻的美国是例外，它们各自的首字母C和K代表的均为所在地区。最后两个或三个字母通常代表地点或机场的名称。
- 能见度。世界上大多数地方的能见度以米为单位，但美国报告数据的单位则为英里。[10]
- 跑道能见度。在全世界许多地方以米为单位，在美国境内以英尺为单位。[11]
- 温度是衡量物质样品的动能的尺度。温度是一种独特物理性质，决定着热接触的两个物体之间的热流方向。如果无热流产生，则两个物体的温度相同[12]；否则，热量从较热的物体流向较冷的物体。在气象学中，温度是用暴露在空气中但不被太阳直接照射的温度计来测量的。[13]在世界上大多数国家，大多数温度测量都是用摄氏度进行衡量。然而，美国是最后一个使用华氏度量表的大国，大多数外行人、工业界、大众气象学和政府都在使用华氏度量表。尽管如此，美国的METAR报告也以摄氏度（和露点，见下文）为单位报告温度。
- 露点是指在恒定的大气压下，给定的空气必须冷却到让水蒸气凝结成水的温度。凝结的水称为露水。露点是一个饱和点。当露点温度降到冰点以下时，称为霜点，因为水蒸气不再产生露水，而是通过凝华形成霜冻或冰霜。[14]露点与相对湿度有关。相对湿度高，说明露点与当前空气温度比较接近。如果相对湿度为100%，则露点与当前温度相等。在露点恒定的情况下，温度的升高会导致相对湿度的降低。在给定的大气压强下，与温度无关，露点决定了空气的比湿度。露点对通用航空飞行员来说是一项重要数据，因为它可以用来计算化油器结冰和起雾的可能性。加入空气温度时，可以用一个公式来估算积云的高度，也就是对流云的高度。[15]
- 风速是由位于离地面10米(33英尺)以上的标准高度(AGL) 的风速计和风向标即风向标所计算。美国使用两分钟的平均值来测量平均风速，[16]其他地方则使用10分钟的平均风速来测量。[17]风向采用度数测量，北向代表0或360度，数值从0开始顺时针方向从北递增。如果在采样期间，风速的峰值和最低值之间的风速变化超过10节(5.1米/秒)，则报告阵风。
- 海平面气压 (SLP)是指在海平面上的气压，或(当在陆地上的给定海拔高度测量时)，假设站内温度为等温层，从本站气压推算到海平面上的气压值。这种压力通常在广播、电视、报纸或互联网上的天气报告中都有展示。当家中的气压计设置为与当地天气报告一致时，所测量的是降至海平面的压力，而不是当地实际的气压。压强降至海平面意味着气压的正常波动范围对每个人来说都一样。气压是高压还是低压并不取决于地理位置。这使得气象图上的等压线成为有意义并且有用的工具。[18]
- 高度计设定是航空领域的一个术语和量。在平均海平面上的区域或当地的气压称为高度计设定，也就是校准高度计，以显示在某一特定的高度计设定值（QNH）机场的离地高度的一种压力。[19]
- 现形天气，即能见度受到限制或存在雷电或暴风的天气，观测上报，以便向航空指示在机场起降过程中任何可能的威胁。地表天气观测的类型包括降水、视障、其他天气现象，如成熟的沙/尘漩涡、颮、龙卷风活动、沙尘暴、火山灰和尘暴。[20]
- 降水强度的测量主要是出于气象学方面的原因。然而，降水强度会对航空造成影响，因为强降水会限制能见度。此外，冻雨的强度可以决定飞行员在附近的某些地点飞行的危险程度，因为飞机机翼上凝结冰块会造成飞行危险，不利于飞行。[21]
- 过去1、3、6或24小时的降水量对气象学家在核实预测的降水量和确定气象站气候种类方面特别有意义。
- 出于气象和气候方面的原因，需要记录过去6个小时内的降雪量。但是，也可以使用“过去一小时内雪量增厚”（"SNOINCR "）标记，每小时报告一次，以提供机场技术人员关于清理跑道和滑行道的积雪频率的信息。 出于气象和气候学的考虑，积雪深度每天测量一次。但在降雪期间，每6小时测量一次，以确定近期降雪量。[22]

### METAR地表天气观测实例
METAR LBBG 041600Z 12003MPS 090V150 1400 R04 / P1500N R22 / P1500U + SN BKN022 OVC050 M04 / M07 Q1020 NOSIG 9949 // 91 = 
由公民而非政府官员维护的个人气象站不使用METAR气象码。通过软件，可以将信息传送到不同的站点，如全球可用的地下气象网或美国境内的公民气象观测员程序 （CWOP ）等，然后由相应的气象组织用于判断实时情况，或用于天气预报模型。

## 气象图的使用

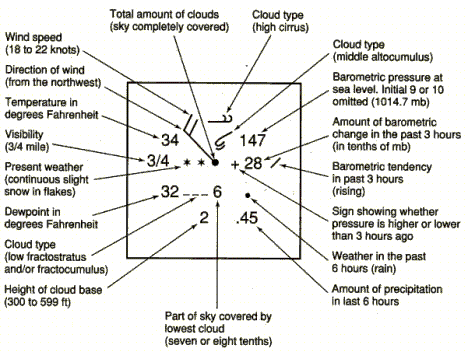
地面天气图上使用的气象站模型

METAR中的陆地位置编码所收集的数据通过电话线或无线技术会在全世界范围内传递。许多国家的气象组织会随后使用气象站模型将这些数据绘制到气象图上。气象站模型是一种象征性的图示，显示了在特定气象站发生的天气状况。气象学家们创建气象站模型是为了在气象图上的小空间内绘制出一些天气要素。气象站模型密集绘制的气象图可能很难读懂，但它们可以让气象学家、飞行员和航海员看到重要的天气模式。    
气象图是用于显示，以快速分析大气层各层（这里指的是地表层）的各种气象变量。含有测站模型的气象图有助于绘制等温线，更容易识别温度梯度，并有助于确定锋的位置。基于风速的二维流线显示了风场中的汇流和发散区域，这有助于确定风内特征的位置。地表天气分析图是一种常用的地表气象图，绘制等压线图来描绘高压和低压区域。 

## 扩展阅读
- 雷电检测
- 气象日